# Harántfogúgőte-félék

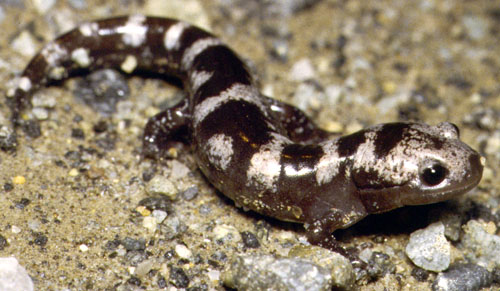
Csíkos harántfogúgőte (Ambystoma opacum)

A harántfogúgőte-félék (Ambystomatidae) a  kétéltűek (Amphibia) osztályába és a farkos kétéltűek (Caudata) rendjébe tartozó család. 1 nem és 30 faj tartozik a családba.

## Előfordulásuk
Észak-Amerikában honosak, dél felé Mexikóig terjedtek el.

## Megjelenésük
Bőrük sima, elülső lábaikon 4, a hátulsókon 5 ujjuk van.

## Rendszerezés
A családba az alábbi nem és fajok tartoznak.
- Ambystoma (Tschudi, 1838) – 32 faj
  - Ambystoma altamirani
  - Ambystoma amblycephalum
  - Ambystoma andersoni
  - gyűrűs harántfogúgőte (Ambystoma annulatum)
  - Ambystoma barbouri
  - Ambystoma bishopi
  - Ambystoma bombypellum
  - kaliforniai tigrisszalamandra (Ambystoma californiense)
  - hálózatos harántfogúgőte (Ambystoma cingulatum)
  - Pátzcuaro-tavi szalamandra (Ambystoma dumerilii)
  - Ambystoma flavipiperatum
  - Ambystoma gracile
  - Ambystoma granulosum
  - Ambystoma jeffersonianum
  - kékfoltos harántfogúgőte (Ambystoma laterale)
  - Ambystoma leorae
  - Ambystoma lermaense
  - Ambystoma mabeei
  - hosszúujjú harántfogúgőte (Ambystoma macrodactylum)
  - foltos harántfogúgőte (Ambystoma maculatum)
  - nyugati tigrisszalamandra (Ambystoma mavortium)
  - mexikói axolotl (Ambystoma mexicanum)
  - márványszalamandra (Ambystoma opacum)
  - Ambystoma ordinarium
  - Ambystoma rivulare
  - Ambystoma rosaceum
  - Ambystoma silvense
  - vakond-harántfogúgőte (Ambystoma talpoideum)
  - Ambystoma taylori
  - rövidszájú harántfogúgőte (Ambystoma texanum)
  - közönséges tigrisszalamandra (Ambystoma tigrinum)
  - mexikói tigrisszalamandra (Ambystoma velasci)